# スキージャンプ・コンチネンタルカップ
スキージャンプ・コンチネンタルカップは国際スキー連盟（FIS）が主催する主催するスキージャンプのシーズンごとの大会である。

## 概要
コンチネンタルカップはワールドカップより1つ下の格付けの大会として実施されている。ワールドカップと同様に年間40試合程度各地を転戦し、総合優勝者も決定する。国によってはワールドカップを転戦するのをAチーム、コンチネンタルカップを転戦するのをBチームと称し、シーズン中にもそれらの成績によって選手を入れ替えながら運用することが多い。トリノオリンピック日本代表に選ばれた原田雅彦はシーズン序盤の2005年12月26日に行われたコンチネンタルカップサン・モリッツ大会で2位となっている。
男子ではコンチネンタルカップの名称は1993/94シーズンより正式に使われているが、1991/92シーズンおよび1992/93シーズンのヨーロッパカップの成績もFISによりコンチネンタルカップの成績と認定されている。サマーシーズンの大会は1996年より行われているが、そのポイントの集計は2002年より行われている。男子は数試合ごとで区切られるピリオドごとの上位3か国の選手が、次のピリオドのワールドカップクオータに臨時に加算されるルールとなっている。
女子のコンチネンタルカップは2004/05シーズンより始まり、ワールドカップが行われていなかった2010/11シーズンまでは最高位の格付けであった。当初よりサマーシーズンの大会も行われているが、そのポイントの集計は2008年より行われている。2023/24シーズンより、女子は後述するFISカップが廃止となり、インターコンチネンタルカップと改称されて実施され、女子ワールドカップへのエントリーのための大会となっている。
第3段階であるFISカップは、男子は2005/06シーズンより行われており、女子は2012/13シーズンより2022/23シーズンまで行われていた。これまでにコンチネンタルカップでポイントを取ったことのない選手がコンチネンタルカップに出場するためには、前シーズンか当該シーズンにFISカップで30位以内に入りポイントを獲得する必要がある。また、ワールドカップポイントを取ったことのない選手がワールドカップに出場するためには、同様に前シーズンか当該シーズンにコンチネンタルカップで30位以内に入りポイントを獲得する必要がある。

## 記録

### 男子

#### シーズントップ3
Cup Standings Men
| シーズン | 総合優勝                                      | 2位                                         | 3位                                           |
| -------- | --------------------------------------------- | ------------------------------------------- | --------------------------------------------- |
| 1991/92  | Andi Rauschmeier · オーストリア               | フランツ・ノイラントナー · オーストリア     | Remo Lederer ドイツ                           |
| 1992/93  | フランツ・ノイラントナー · オーストリア       | クリスティアン・モーザー · オーストリア     | クリストフ・ミューラー · オーストリア         |
| 1993/94  | Ralf Gebstedt ドイツ                          | Ronny Hornschuh ドイツ                      | Klaus Huber · オーストリア                    |
| 1994/95  | オッリ・ハッポネン · フィンランド             | マルティン・ヘルバルト · オーストリア       | リスト・ユシライネン · フィンランド           |
| 1995/96  | Stein Henrik Tuff · ノルウェー                | Michael Kury · オーストリア                 | ハンスイェルク・イエックレ ドイツ             |
| 1996/97  | Hein-Arne Mathiesen · ノルウェー              | Simen Berntsen · ノルウェー                 | Roman Krenek · チェコ                         |
| 1997/98  | アレクサンダー・ヘル ドイツ                   | Falko Krismayr · オーストリア               | ダミヤン・フラス スロベニア                   |
| 1998/99  | Roland Audenrieth ドイツ                      | Marius Smariset · ノルウェー                | Wilhelm Brenna · ノルウェー                   |
| 1999/00  | Dirk Else ドイツ                              | ゲオルク・シュペート ドイツ                 | Dennis Storl ドイツ                           |
| 2000/01  | アクセリ・ラユネン · フィンランド             | Christoph Grillhosl ドイツ                  | Lassi Huuskonen · フィンランド                |
| 2001/02  | ミヒャエル・ノイマイアー ドイツ               | ヤンネ・ユリヤルヴィ · フィンランド         | Jorg Ritzerfeld ドイツ                        |
| 2002/03  | シュテファン・トゥルンビヒラー · オーストリア | モルテン・ソーレム · ノルウェー             | ミヒャエル・メーリンガー スイス               |
| 2003/04  | オラフ・マグネ・ドネム · ノルウェー           | バルタサル・シュナイダー · オーストリア     | シュテファン・カイザー · オーストリア         |
| 2004/05  | アンデシュ・バーダル · ノルウェー             | バルタサル・シュナイダー · オーストリア     | シュテファン・トゥルンビヒラー · オーストリア |
| 2005/06  | アンデシュ・バーダル · ノルウェー             | モルテン・ソーレム · ノルウェー             | Mathias Hafele · オーストリア                 |
| 2006/07  | バルタサル・シュナイダー · オーストリア       | モルテン・ソーレム · ノルウェー             | シュテファン・トゥルンビヒラー · オーストリア |
| 2007/08  | シュテファン・トゥルンビヒラー · オーストリア | バスティアン・カルテンベック · オーストリア | ラーシュ・ビステル · ノルウェー               |
| 2008/09  | シュテファン・トゥルンビヒラー · オーストリア | ルカシュ・ハラヴァ · チェコ                 | クリスティアン・ウルマー ドイツ               |
| 2009/10  | ダヴィド・ウンターベルガー · オーストリア     | ミヒャエル・ハイボック · オーストリア       | マヌエル・フェットナー · オーストリア         |
| 2010/11  | ロク・ジマ スロベニア                         | マリオ・インナウアー · オーストリア         | アンドレアス・ヴァンク ドイツ                 |
| 2011/12  | アンドレアス・スティエルネン · ノルウェー     | ケネス・ガングネス · ノルウェー             | ミヒャエル・ハイボック · オーストリア         |
| 2012/13  | アンツェ・セメニッチ スロベニア               | フレドリック・ビェルケンゲン · ノルウェー   | マティク・ベネディック スロベニア             |
| 2013/14  | マヌエル・フェットナー · オーストリア         | ネチ・デジュマン スロベニア                 | ロク・ユスティン スロベニア                   |
| 2014/15  | アンツェ・セメニッチ スロベニア               | ケネス・ガングネス · ノルウェー             | ミラン・ズバンチッチ スロベニア               |
| 2015/16  | トム・ヒルデ · ノルウェー                     | クレメンス・アイグナー · オーストリア       | カール・ガイガー ドイツ                       |
| 2016/17  | クレメンス・アイグナー · オーストリア         | ミラン・ズバンチッチ スロベニア             | ネチ・デジュマン スロベニア                   |
| 2017/18  | マリウス・リンヴィク · ノルウェー             | アンドレアス・ヴァンク ドイツ               | ダビト・ジーゲル ドイツ                       |
| 2018/19  | クレメンス・アイグナー · オーストリア         | アレクサンダー・スニシチョウ ポーランド     | マリウス・リンヴィク · ノルウェー             |
| 2019/20  | クレメンス・ライトナー · オーストリア         | クレメンス・アイグナー · オーストリア       | 竹内択 日本                                   |
| 2020/21  | マルクス・シフナー · オーストリア             | ウルリヒ・ヴォルゲナント · オーストリア     | セネ・プレブツ スロベニア                     |
| 2021/22  | Thomas Lackner · オーストリア                 | Joacim Ødegård Bjøreng · ノルウェー         | ウルリヒ・ヴォルゲナント · オーストリア       |
| 2022/23  | Benjamin Østvold · ノルウェー                 | Fredrik Villumstad · ノルウェー             | Sondre Ringen · ノルウェー                    |
| 2023/24  | Maximilian Ortner · オーストリア              | Jonas Schuster · オーストリア               | Francisco Mörth · オーストリア                |
| 2024/25  | Markus Müller · オーストリア                  | Jonas Schuster · オーストリア               | ロベルト・ヨハンソン · ノルウェー             |

※サマーシリーズは含めず

#### コンチネンタルカップ通算勝利
2025年3月26日現在
| ランク | 名前                           | 国籍         | 勝利数 |
| ------ | ------------------------------ | ------------ | ------ |
| 1.     | マヌエル・フェットナー         | オーストリア | 31     |
| 2.     | クレメンス・アイグナー         | オーストリア | 28     |
| 3.     | シュテファン・トゥルンビヒラー | オーストリア | 17     |
| 3.     | ミヒャエル・ハイベック         | オーストリア | 17     |
| 5.     | ウォルフガング・ロイツル       | オーストリア | 16     |
| 6.     | ウルリヒ・ヴォルゲナント       | オーストリア | 15     |
| 7.     | アンデシュ・バーダル           | ノルウェー   | 14     |
| 8.     | ロベルト・クラニエッツ         | スロベニア   | 13     |
| 8.     | マルクス・アイゼンビヒラー     | ドイツ       | 13     |
| 8.     | ロビン・ベダシェン             | ノルウェー   | 13     |

### 女子

#### コンチネンタルカップシーズントップ3
Cup Standings Women
| シーズン | 総合優勝                            | 2位                                     | 3位                                               |
| -------- | ----------------------------------- | --------------------------------------- | ------------------------------------------------- |
| 2004/05  | アネッテ・サーゲン · ノルウェー     | リンジー・ヴァン アメリカ合衆国         | ダニエラ・イラシュコ · オーストリア               |
| 2005/06  | アネッテ・サーゲン · ノルウェー     | リンジー・ヴァン アメリカ合衆国         | ジェシカ・ジェローム アメリカ合衆国               |
| 2006/07  | アネッテ・サーゲン · ノルウェー     | ウルリケ・グレッスラー ドイツ           | リンジー・ヴァン アメリカ合衆国                   |
| 2007/08  | アネッテ・サーゲン · ノルウェー     | ダニエラ・イラシュコ · オーストリア     | ジャクリーン・ザイフリーツベルガー · オーストリア |
| 2008/09  | アネッテ・サーゲン · ノルウェー     | ダニエラ・イラシュコ · オーストリア     | ウルリケ・グレッスラー ドイツ                     |
| 2009/10  | ダニエラ・イラシュコ · オーストリア | ウルリケ・グレッスラー ドイツ           | アネッテ・サーゲン · ノルウェー                   |
| 2010/11  | ダニエラ・イラシュコ · オーストリア | コリン・マテル フランス                 | エヴァ・ロガル スロベニア                         |
| 2011/12  | ダニエラ・イラシュコ · オーストリア | サラ・ヘンドリクソン アメリカ合衆国     | マヤ・ヴティッツ スロベニア                       |
| 2012/13  | イリーナ・アブバクモワ ロシア       | ユリア・キュッカネン · フィンランド     | ラモナ・ストラウブ ドイツ                         |
| 2013/14  | ニーナ・ルッシー アメリカ合衆国     | スザンナ・フォルストロム · フィンランド | ユリアーネ・ザイファルト ドイツ                   |
| 2014/15  | アネッテ・サーゲン · ノルウェー     | サラ・ヘンドリクソン アメリカ合衆国     | テイラー・ヘンリック カナダ                       |
| 2015/16  | サブリナ・ヴィンドミュラー スイス   | ユリア・フーバー ドイツ                 | リネ・ヤール · ノルウェー                         |
| 2016/17  | ジョセフィーヌ・パニエ フランス     | ルイーザ・ゲルリッヒ ドイツ             | ルシール・モラ フランス                           |
| 2017/18  | リディア・イアコブレワ ロシア       | アレクサンドラ・バランチェワ ロシア     | アンナ・シュピネワ ロシア                         |
| 2018/19  | アンナ・シュピネワ ロシア           | カトラ・コマー スロベニア               | クラウディア・プルカー · オーストリア             |
| 2019/20  | クセニア・カブルコワ ロシア         | マリタ・クラマー · オーストリア         | ゾフィー・ソルシャク · オーストリア               |
| 2020/21  | ハンナ・ヴィーゲレ · オーストリア   | クセニア・カブルコワ ロシア             | ユリア・ミュールバッハー · オーストリア           |
| 2021/22  | ルイーザ・ゲルリッヒ ドイツ         | ハンナ・ヴィーゲレ · オーストリア       | ゾフィー・ソルシャク · オーストリア               |
| 2022/23  | Nora Midtsundstad · ノルウェー      | Abigail Strate カナダ                   | Michelle Göbel ドイツ                             |

#### コンチネンタルカップ通算勝利
2025年3月26日現在
| ランク | 名前                               | 国籍           | 勝利数 |
| ------ | ---------------------------------- | -------------- | ------ |
| 1.     | ダニエラ・イラシュコ＝シュトルツ   | オーストリア   | 51     |
| 2.     | アネッテ・サーゲン                 | ノルウェー     | 46     |
| 3.     | ウルリケ・グレッスラー             | ドイツ         | 15     |
| 4.     | ユリアネ・ザイファルト             | ドイツ         | 10     |
| 5.     | コリン・マテル                     | フランス       | 9      |
| 5.     | 高梨沙羅                           | 日本           | 9      |
| 7.     | リンジー・ヴァン                   | アメリカ合衆国 | 8      |
| 8.     | ジャクリーン・ザイフリーツベルガー | オーストリア   | 7      |
| 9.     | カタリナ・シュミト                 | ドイツ         | 6      |

#### インターコンチネンタルカップシーズントップ3
Cup Standings Women
| シーズン | 総合優勝              | 2位                                 | 3位                         |
| -------- | --------------------- | ----------------------------------- | --------------------------- |
| 2023/24  | Tina Erzar スロベニア | ハンナ・ヴィーゲレ · オーストリア   | Kjersti Græsli · ノルウェー |
| 2024/25  | Emely Torazza ドイツ  | キアラ・クロイツァー · オーストリア | Alvine Holz · ノルウェー    |